# 덕계도서관
덕계도서관은 경기도 양주시 소재의 시립 도서관이다.

## 연혁
- 2014년 3월 26일 개관.

## 시설현황
- 8층: 종합자료실, 디지털자료실, 정기간행물코너, 다문화자료코너
- 7층: 유아자료실, 어린이자료실, 수유방, 사무실, 동아리방

## 이용 안내
이용 시간
- 7층 어린이 자료실: 매일 09:00~18:00
- 8층 종합자료실: 월~목요일 09:00~22:00 / 주말 09:00~18:00
- 8층 디지털자료실: 매일 09:00~18:00

휴관일
- 매주 금요일
- 법정공휴일